# Беркман, Яков Павлович
Я́ков Па́влович (Пи́нхусович) Бе́ркман (30 мая 1897, Харьков — 18 января 1967, Львов) — советский учёный-химик, изобретатель. Доктор химических наук (1940), профессор (1941), лауреат Сталинская премия третьей степени (1941), заслуженный деятель науки и техники УССР (1949).

## Биография
Родился 18 (30 мая) 1897 года в Харькове в семье бракёра леса, мещанина местечка Пильвишки Сувалкской губернии (позднее харьковского купца) Пинхуса-Лейба Ефроимовича (Павла Ефремовича) Беркмана (1865—?) и зубного врача Шейны Янкелевны (Софьи Яковлевны) Бомаш (1869 — после 1942), родом из Кальварии. Оставшись сиротой, мать с 1891 года жила в Сумах в семье дяди Арона Шлёмовича (Соломоновича) Бомаша (1843—1918), служившего инженером-химиком и помощником директора Павловского рафинадного завода. Родители заключили брак в Гомеле 6 августа 1896 года. В Харькове семья жила в доме Коноваловой на улице Рыбной, № 30.
В 1915 году окончил гимназию, в 1919 году — физико-математический факультет Харьковского университета, после окончания которого работал ассистентом кафедры неорганической химии медицинского факультета того же университета, одновременно преподавал химию на Военно-артиллерийских курсах.
С 1923 года — в Украинском институте прикладной химии, где сначала был научным сотрудником, а в 1928 году руководил лабораторией химии кож. В 1920-е годы жил в Харькове на улице Ветеринарной, дом № 8.
С 1931 года Я. Беркман — научный руководитель сектора органической технологии, позже — директор Харьковского филиала Всесоюзного научно-исследовательского института кожевенной промышленности. Одновременно преподавал в Харьковском медицинском институте и в Рабочем университете. В 1936 году стал заведующим кафедрой общей химии Украинской промышленной академии.
В 1940 году Яков Беркман возглавил кафедру общей химии Харьковского инженерно-экономического института. В этом же году ему присвоили учёную степень доктора химических наук без защиты докторской диссертации, а в следующем году — учёное звание профессора.
В 1941 году профессор Я. П. Беркман был эвакуирован в Томск, где он возглавил кафедру общей химии Томского медицинского института (ТМИ) (ныне Сибирский государственный медицинский университет). С 15 ноября 1941 года был принят по совместительству на должности профессора и заведующего кафедрой  общей химии Томского педагогического института.
В 1944 году был переведен в НИИ Главгазтопливпрома (Москва).
С 1945 года направлен на Западную Украину, в недавно освобождённый Львов, где фашисты ещё в 1941 году уничтожили всю довоенную профессуру и интеллектуальную элиту города.
Я. П. Беркман  возглавил кафедру общей и неорганической химии в Львовском политехническом институте, став первым профессором химии в послевоенном Львове. Он возглавлял эту кафедру вплоть до своей смерти 18 января 1967 года, а в 1945 — 1952 годах был одновременно и деканом химико-технологического факультета Львовского политехнического института.
Умер 18 января 1967 года во Львове. Похоронен на Лычаковском кладбище.

## Семья
- Жена — Ксения Аркадьевна Беркман-Талашова (1910—1990).
  - Сын — ученый-физик Рихард Беркман (1931—2019), автор нескольких запатентованных изобретений. Скончался 20 февраля 2019 года, похоронен вместе с отцом на Лычаковском кладбище.
- Племянница (дочь сестры Зои)[8] — поэтесса Инна Гофф[4].
- Дядя (младший брат матери) — Моисей Яковлевич (Моисей-Мендель Янкелевич) Бомаш (1871—1962)[9], хирург-оториноларинголог, выпускник Императорского Харьковского университета, автор монографии «Патология и терапия туберкулёза гортани» (Л.—М.: Биомедгиз, 1934; М., 1950), научных трудов. Его дочь (двоюродная сестра Я. П. Беркмана) — художник и книжный график Вера Моисеевна Бомаш (1911—1992).

## Научная деятельность
Я. П. Беркман — автор свыше 100 научных работ и 30 изобретений. Основные труды ученого посвящены вопросам синтеза искусственных дубильных веществ и вспомогательных продуктов для кожевенного производства.
Беркман стал основателем нового важного научного направления получения синтетических дубильных веществ для обработки кожи и исследования их свойств. Его работы и изобретения стали научной базой для организации промышленного производства синтетических дубителей в СССР. Без таких препаратов сейчас уже невозможно себе вообразить промышленное производство натуральной кожи. Именно профессор Я. П. Беркман предложил для них научный термин «синтаны» — СИНтетические ТАНниды, который стал общепризнанным. Недаром один из первых отечественных промышленных синтетических дубителей получил название "Бестан" (БЕркмановский Синтетический ТАНнид). Эти работы давали также большой положительный экологический эффект, так как способствовали сохранению сотен гектаров ценных пород деревьев.

## Педагогическая деятельность
Под руководством Я. П. Беркмана сформировалась научная школа по синтезу и применению препаратов для обработки волокнистых материалов, в этом направлении его учениками защищëн ряд кандидатских диссертаций, а пятеро из них — стали докторами химических наук.

## Награды и премии
- заслуженный деятель науки и техники УССР (1949)
- Сталинская премия III степени (14 марта 1941) — за работы по замене растительных таннинов нерастительными

## Избранные труды
- Gerbung mit Konzeutrseten Chrombrihen. Collegium 1925, 174;
- Die rationalle chemische Analysie der Synthetischen Gerbstofle. Collegium 1928, 177;
- Влияние заместителей в нафталиновом ядре на дубящее действие ароматических сульфокислот. Журн. Прикл. Химии 1935, № 1;
- Объемное определение фтора по методу Грифа. Завод. Лабор, 1939;
- Пути развития производства и применения синтетических дубящих веществ, 1939;
- Синтез и изучение свойств искусственных дубильных веществ (докт. дис.) Харків, 1940;
- Органическая химия (учебник для вузов, 1965 и др.